# 单斑石鲈
单斑石鲈（学名：Pomadasys unimaculatus）为石鲈科石鲈属的鱼类。在中国，分布于海南等。该物种的模式产地在北部湾-三亚渔场。
它体长可达19公分。